# Dominique Dord
Dominique Dord (Chambéry, 1º settembre 1959) è un politico francese del Partito Repubblicano, membro dell'Assemblea Nazionale Francese tra il 1997 e il 2017. Ha rappresentato il dipartimento della Savoia ed è anche sindaco di Aix-les-Bains dal 2001.
Nelle primarie presidenziali repubblicane del 2016, Dort ha appoggiato François Fillon come candidato del partito alla presidenza della Francia.
Dominique Dord si è laureato presso l'Università Jean Moulin-Lyon III e l'HEC Paris.